# Anton Gabriel von Herrenschwand
Anton Gabriel von Herrenschwand (getauft am 12. September 1728 in Murten; † im September 1785 in Paris) war ein Schweizer Arzt.
Herrenschwand war Regimentsarzt der Schweizergarde in Paris und wirkte im Ärztekorps des Herzogs von Orléans.